# Sant Llorenç des Cardassar
Sant Llorenç des Cardassar (hiszp. San Lorenzo de Cadezar)  – gmina w Hiszpanii, w prowincji Baleary, we wspólnocie autonomicznej Balearów, o powierzchni 82,08 km². W 2011 roku gmina liczyła 8993 mieszkańców.